# 1356
Пізнє Середньовіччя •  Реконкіста •  Ганза •  Авіньйонський полон пап •  Монгольська імперія •  Столітня війна

## Геополітична ситуація
Імператором Візантії є Іоанн V Палеолог (до 1376), Карл IV Люксембург — імператором Священної Римської імперії (до 1378). У Франції править Іоанн II Добрий (до 1364).
Апеннінський півострів розділений: північ належить Священній Римській імперії, середню частину займає Папська область, південь належить Неаполітанському королівству. Деякі міста півночі: Венеція, Піза, Генуя тощо, мають статус міст-республік. Триває боротьба гвельфів та гібелінів.
Майже весь Піренейський півострів займають християнські Кастилія і Леон, де править Педро I (до 1366), Арагонське королівство та Португалія, під владою маврів залишилися тільки землі на самому півдні. Едуард III королює в Англії (до 1377), Магнус Еріксон є королем Швеції (до 1364), а його син Гокон VI — Норвегії (до 1380), королем Польщі — Казимир III (до 1370). У Литвіі княжить Ольгерд (до 1377).
Руські землі перебувають під владою Золотої Орди. Триває війна за галицько-волинську спадщину між Польщею та Литвою. Польський король Казимир III захопив Галичину, литовський князь Ольгерд — Волинь.
У Києві править князь Федір Іванович. Ярлик на володимирське князівство має московський князь Іван II Красний (до 1359).
Монгольська імперія займає більшу частину Азії, але вона розділена на окремі улуси, що воюють між собою. У Китаї, зокрема, править монгольська династія Юань. У Єгипті владу утримують мамлюки. Мариніди правлять у Магрибі. Делійський султанат є наймогутнішою державою Індії. В Японії триває період Муроматі.
Цивілізація мая переживає посткласичний період. Почали зароджуватися цивілізація ацтеків та інків.

## Події
- Литовський князь Ольгерд захопив Чернігів.
- 19 вересня, в ході Столітньої війни, англійці під керівництвом принца Уельсьского Едуарда, прозваного за свої чорні обладунки Чорним Принцом, розбили французів у битві біля Пуатьє і взяли в полон французького короля Іоана II Доброго.
- Польський король Казимир III Великий надав магдебурзьке право місту Львову.
- Імперським рейхстагом прийнято Золоту Буллу — законодавчий акт Священної Римської імперії. Текст документа, складений латиною, затверджено імператором Карлом IV Люксембурзьким. Дія булли припинилася з закінченням існування імперії (1806 року).
- Едуард Балліол зрікся трону Шотландії на користь англійського короля Едуарда III.
- Едуард III спалив кожне місто й село в шотландському Лотіані.
- Розпочалася війна двох Педро між Педро I Кастильським та Педро IV Арагонським.
- Король Угорщини Людвік I Великий вступив у війну з Венецією за панування в Далмації.
- У Швеції Ерік XII збунтував проти свого батька Магнуса Еріксона й проголосив себе королем. Почалася війна між батьком та сином.
- Один із очільників повстання червоних пов'язок Чжу Юаньчжан захопив Нанкін і встановив у ньому свою столицю.

## Народились
- Боніфацій IX, папа римський з 2 листопада 1389 по 1 жовтня 1404.

## Померли
- Хуан Гунван, китайський художник часів династії Юань.